# Räuber und Gedärm
Räuber und Gedärm ist das achte Album der Hamburger Band Die Sterne. Es wurde am 17. März 2006 durch das Label V2 Records veröffentlicht.

## Titelliste
1. Alles sein Gutes – 3:16
2. Aber andererseits – 3:01
3. Abends ausgehen – 3:11
4. Räuber und Gedärm – 2:56
5. Am Pol der Macht – 3:26
6. Wir sind reines Dynamit – 4:11
7. Wenn ich realistisch bin – 3:30
8. Es gibt nichts spannenderes – 2:14
9. Der Tunnel – 4:10
10. Billig! – 3:37
11. Als ich der Versuchung widerstand – 4:16
12. Was ist mein kleiner Grashalm – 3:14
13. Unsere Ideen sind… genital – 8:46

Die Lieder Wenn ich realistisch bin und Aber andererseits wurden auch als Singles veröffentlicht.

## Rezeption
Räuber und Gedärm wurde von der Kritik wieder besser aufgenommen als das vorige Album Das Weltall ist zu weit. Jan Wigger vergab 7 von 10 Punkten und schrieb für den Spiegel, dieses Album enthalte "…mit "Abends ausgehen", "Am Pol der Macht" und "Wenn ich realistisch bin" […] einige der inspiriertesten Gemeinschaftsleistungen seit "Von allen Gedanken schätze ich doch am meisten die interessanten" (1997)." Das Grundthema des Albums beschreibt er so: ""Räuber und Gedärm" beleuchtet den Stand des Individuums in der Warenwelt und im Würgegriff seiner eigenen, meist nur schwer modifizierbaren Denkmuster."
Im 4-Ohren-Test der Musikzeitschrift Visions bekam Räuber und Gedärm von Kristina Koch 8 und von Jörg Staude nur 4 von 12 Punkten. Koch begründete ihre Bewertung so: "Wer sie nicht nur wegen ihrer Schnodderigkeit mag, kann sich über eine tolle Pop-Produktion freuen und sie entspannt und frisch wie nie erleben: frühlingshafte Produktion und Spilkers Stimme so klar, als sei er sich über alles im Klaren." Das Album überzeuge (fast) auf ganzer Linie.
Für das Online-Magazin laut.de betitelte Klaus Teichmann seine Kritik mit "Herrlich maßlos, aggressiv und beschwingt", und stellte fest, "…auf "Räuber Und Gedärm" [ist] der ureigene Sterne-Sound wieder da: Aggressives, treibendes Gitarrengeschrammel schaukelt beschwingt hedonistische Textfragmente." Dafür vergab er 4 von 5 Sternen.

### Chartplatzierungen
Das Album erreichte im Erscheinungsjahr für zwei Wochen Platz 58 der deutschen Albumcharts. Zum vierten Mal in Folge war die Band auch in den österreichischen Charts vertreten. Das Album hielt sich dort für eine Woche auf Platz 66.